# Robert Henryson

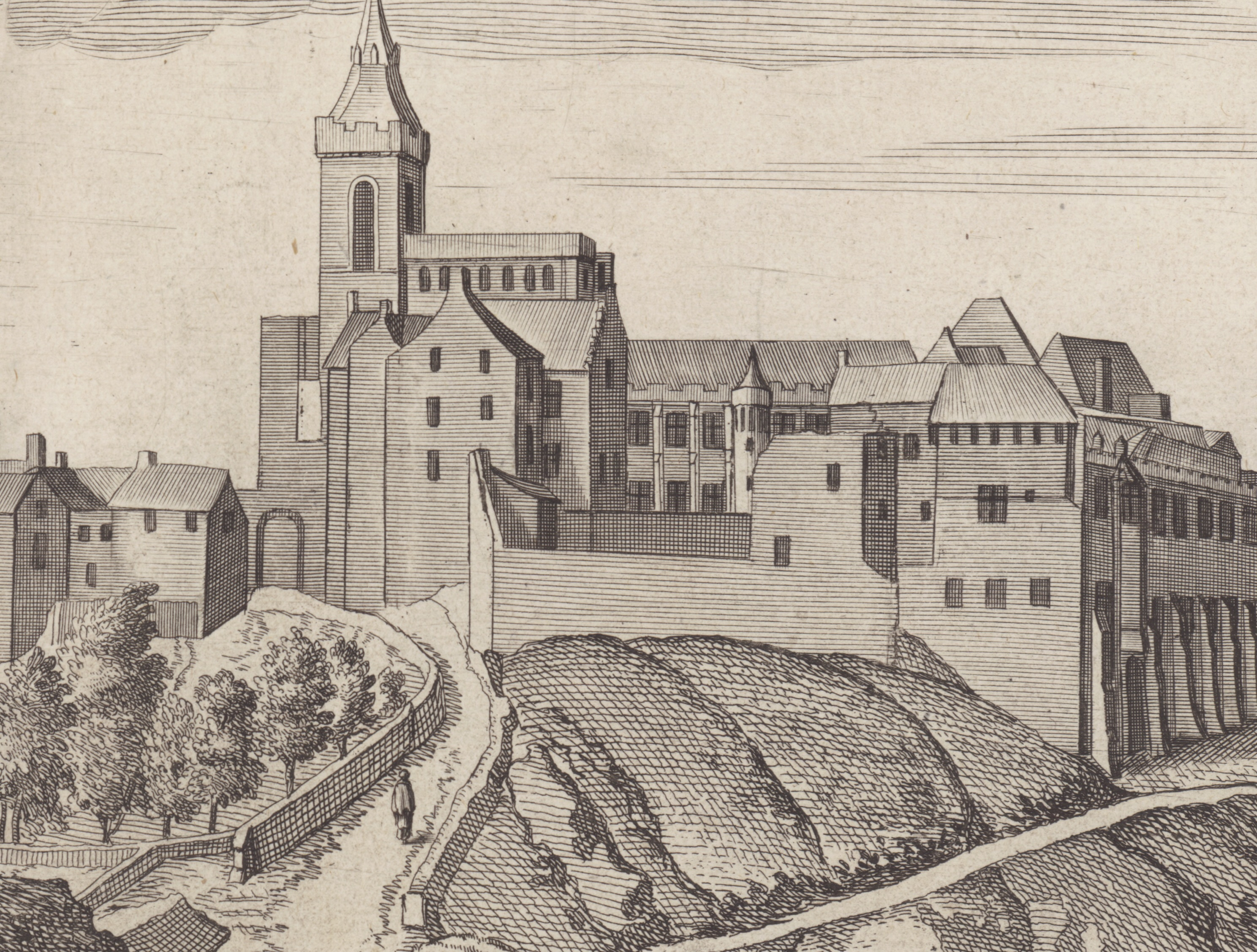
L'abbaye de Dunfermline, d'après une gravure du XVIIe siècle.

Robert Henryson est un poète qui a établi sa renommée en Écosse pendant la période 1460–1500.
Poète écossais, makar, il a vécu à Dunfermline, bourg royal. C'est un auteur très particulier de l'époque de la Renaissance du Nord de l'Écosse, (Northern Renaissance), dans un temps où la culture était à un tournant entre le médiéval et les sensibilités de la Renaissance.
On connaît très peu sa vie. Il semble évident qu'il était enseignant, qu'il pratiquait le droit et les arts, qu'il était en relation avec l'abbaye de Dunfermline, (Dunfermline Abbey), et qu'à une certaine époque, il a pu aussi être associé à l'Université de Glasgow.
Sa poésie a été composée en écossais médiéval, (Middle Scots), quand c'était la langue officielle.
C'est un des personnages les plus importants pour les travaux dans les standards de la littérature écossaise des tout premiers débuts.
Ses écrits concernent principalement la poésie narrative, très inventive par sa créativité dans les techniques de narration.
Il est parvenu à un savant équilibre entre l'humour et le plus haut niveau de sérieux qui est souvent distillé dans ses effets littéraires.
Cela se voit en particulier dans Fables morales, (Morall Fabillis), dans lequel il exprime un avis général qui semble banal et superficiel vis-à-vis des règles qui régissent la puissance de l'église, bien que contenant des éléments critiques et exprimant des interrogations.
Cette façon de procéder est encore utilisée dans Le Testament de Cressida, (The Testament of Cresseid), avec son côté tragique. Par-dessus tout, les thèmes traités et le ton employé confèrent une humanité attractive et un côté compatissant.
Ce fut un subtil rhéteur et il reste à ce jour un des auteurs les plus fins dans la langue de son temps.
Bien que ses écrits présentent des propos didactiques typiquement médiévaux, il a aussi beaucoup en commun avec les autres courants artistiques du nord de l'Europe tels le réalisme des peintures flamandes, la candeur historique de John Barbour ou le scepticisme narratif de Chaucer. 
Un exemple en est son utilisation subtile de la psychologie pour amener le caractère individuel, prudemment dramatisé, à des situations reconnaissables de la vie courante qui tendent à éviter les éléments fantastiques.
Ce qui nous est resté de son travail aboutit à presque 5 000 lignes.

## Travaux
Ce qui a survécu du style de Henryson consiste en trois longs poèmes et à peu près douze divers courts écrits dans des genres variés. Le plus long poème est Morall Fabillis, une production de 13 histoires fabuleuses, denses et structurées en 3 000 lignes. Deux autres longs travaux nous sont parvenus, d'un peu plus de 600 lignes chacun. L'un est sa version dynamique et inventive de l'histoire d'Orphée et l'autre, son Testament of Cresseid, qui est un conte moral et psychologique.
Il a également produit une pastourelle hautement originale sur le thème de  l'amour traité sur le ton du comique et qui cible les pratiques médicales de son époque, le poème Marian, des travaux allégoriques, des méditations philosophiques, et une prière contre la peste bubonique.
Une chronologie de ses œuvres ne peut guère être établie de manière certaine, mais son « Orphée » doit avoir été écrit tôt dans sa carrière, quand il vivait à Glasgow, quand une de ses principales sources y a été détenue par la bibliothèque de l'université.
Il semble évident que les « Fables morales », Morall Fabillis ont été composées dans les années 1480.

## Biographie

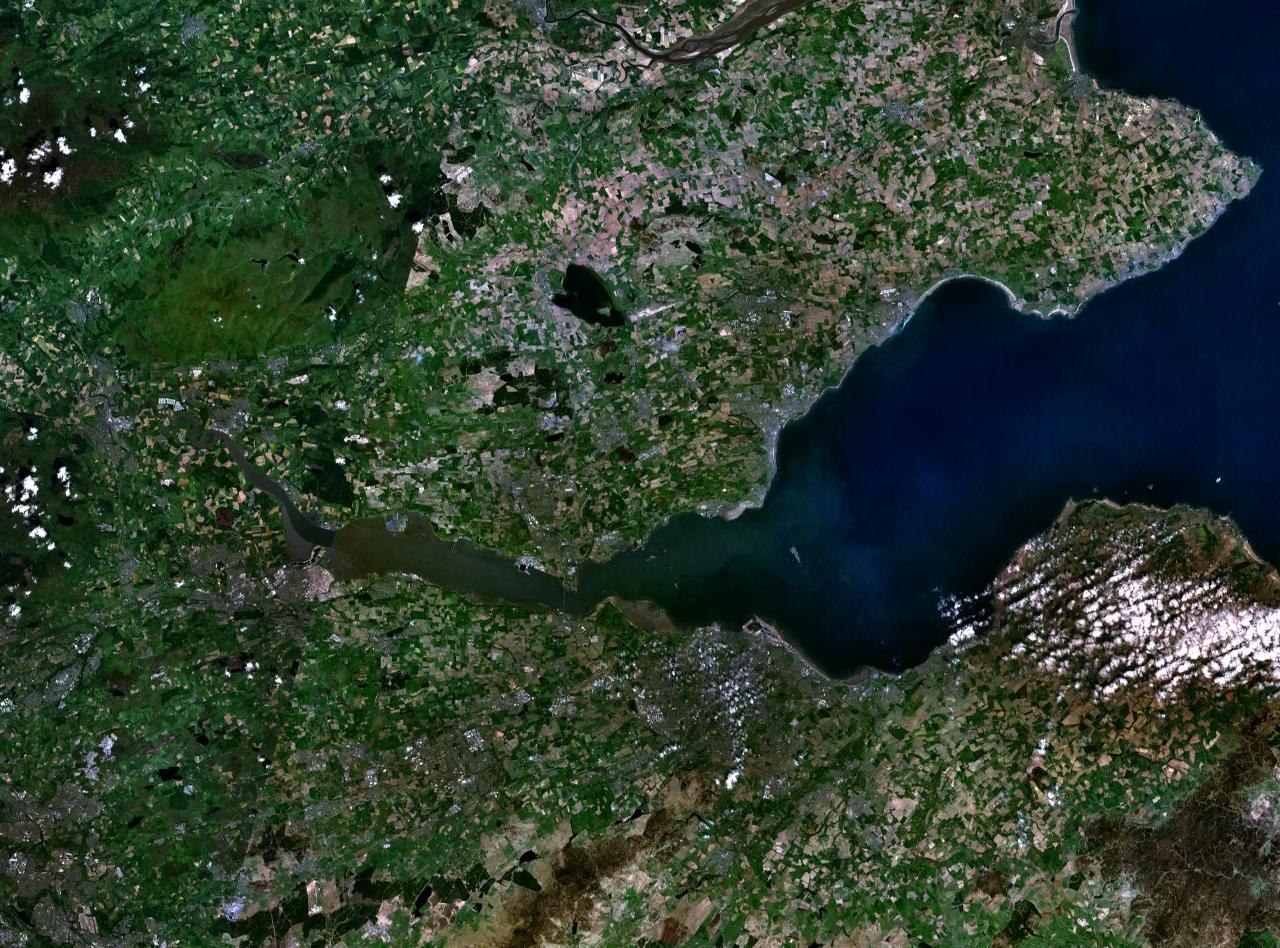
Le Firth of Forth qui sépare Fife (au nord) de Lothian (au sud). Dunfermline est près du croisement du côté de Fife.

On ne sait pas où est né Henryson ni où il a été élevé. La première preuve, non confirmée, de son existence remonte à septembre 1462 quand un homme de son nom, agréé comme enseignant a pris un poste dans la toute nouvelle université de Glasgow.
Comme il est généralement admis, si c'était le poète, il est indiqué qu'il a étudié le droit et les arts.
Avec aucune mention d'études en Écosse, il était probablement diplômé d'une université étrangère, peut-être Louvain, Paris ou Bologne. Ceci n'a pas pu être prouvé.
Les références les plus récentes associent avec certitude le nom d'Henryson à Dunfermline. Il avait probablement des liens avec la ville proche de l'abbaye bénédictine, le lieu d'inhumation de beaucoup de rois écossais  et un centre important de pèlerinage chrétien près d'une importante traversée sur la route de Saint-Andrews. La preuve de ce lien apparaît en 1478 quand son nom figure comme témoin sur une charte de l'abbaye. Si c'est notre poète, alors le document établit qu'il avait aussi la fonction de notaire public notary pour l'abbaye, une institution qui possédait et gérait un vaste domaine en Écosse.
Concernant Henryson, toutes les sources sont unanimes pour reconnaître qu'il a considéré comme un devoir de mettre en place l'enseignement et qu'il a été professeur à Dumfermeling.
Un document de 1468 (un confirmatio) garantit une provision pour la construction d'une maison confortable pour héberger un prieur (comme enseignant en rhétorique) pour les écoliers de  Dunfermline, incluant les écoliers pauvres pour qui l'enseignement sera gratuit.

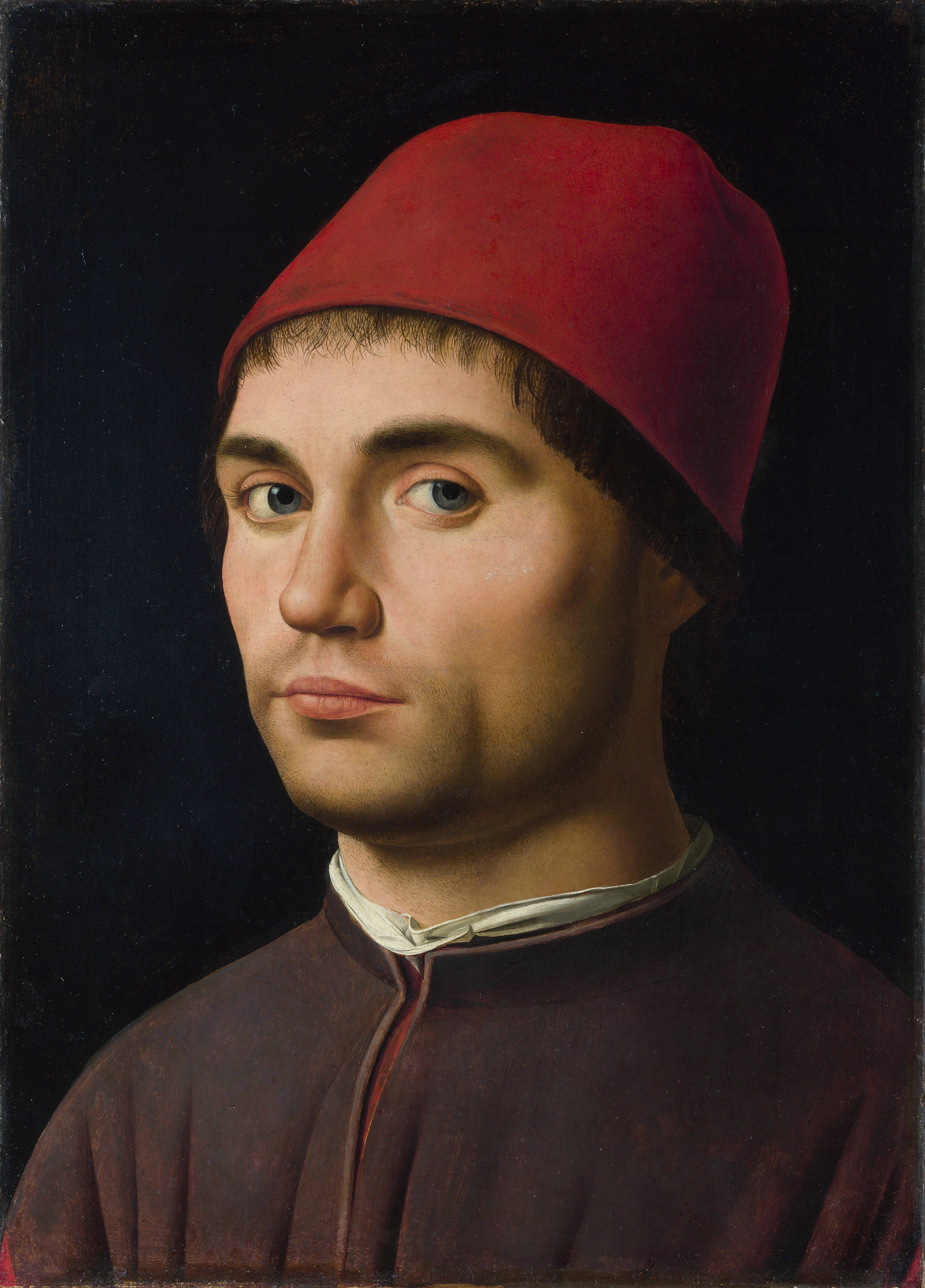
Portrait montrant la tenue typique d'époque.

Dunfermline, une cité royale, avec les statuts d'une capitale, était régulièrement fréquentée par la haute société qui résidait près de l'ensemble abbatial. Il n'existe pas de preuve du statut de poète de cour d'Henryson, mais la proximité crée des liens avec la maison royale. Il a été en service pendant les règnes des rois d'Écosse James III et James IV. Tous les deux portaient un grand intérêt à la littérature.
D'après le poète William Dunbar, Henryson est mort à Dunfermline. Un texte apocryphe du poète anglais Francis, au début du XVIIe siècle, mentionne la dysenterie comme cause du décès, mais cela n'a pas pu être confirmé. L'année du décès non plus n'est pas connue, quoiqu'en 1498-1499, une épidémie de peste dans la cité a été suggérée. Cependant, Dunbar nous renseigne par le terminus ad quem, dans un couplet (habituellement considéré comma ayant été composé vers 1505) : il meurt à Dunfermelyne .
...hes done roune (a rendu son dernier souffle dans l'intimité
with Maister Robert Henrysoun.
(William Dunbar, Lament for the Makaris, lines 81–2).
On ne sait presque rien de plus en dehors des écrits qui nous sont parvenus. On ne sait pas s'il est originaire de Dunfermline et la supposition de ses liens familiaux avec la branche de Fife du clan Henderson ne peut pas être vérifiée, quoique son nom soit certainement de cette lignée.

### Pièces longues
- The Morall Fabillis of Esope the Phrygian (Voir ci-dessous pour la liste des fables individuelles)
- The Tale of Orpheus and Erudices his Quene
- The Testament of Cresseid

### Pièces courtes
- Robene and Makyne
- Sum Practysis of Medecyne
- The Annuciation
- Ane Prayer for the Pest
- The Garment of Gud Ladeis
- The Bludy Serk
- The Thre Deid-Pollis
- Against Hasty Credence
- The Abbay Walk
- The Praise of Age
- The Ressoning Betwix Aige and Yowth
- The Ressoning Betwix Deth and Man

### Fables individuelles
Sept des histoires du cycle d'Henryson sont des fables d'Ésope issues de textes du fabuliste Romulus, alors que les six autres, écrites en italique, sont d'un genre renardien. Les trois titres dont les numéros sont en caractères gras renforcent l'unité de l'ensemble.
- 01 The Cock and the Jasp
- 02 The Twa Mice
- 03 The Cock and the Fox
- 04 The Confession of the Tod
- 05 The Trial of the Tod
- 06 The Sheep and the Dog
- 07 [The Lion and the Mouse
- 08 The Preaching of the Swallow
- 09 The Fox the Wolf and the Cadger
- 10 The Fox the Wolf and the Husbandman
- 11 The Wolf and the Wether
- 12 The Wolf and the Lamb
- 13 The Paddock and the Mouse

## Source de la traduction
- (en) Cet article est partiellement ou en totalité issu de l’article de Wikipédia en anglais intitulé « Robert Henryson » (voir la liste des auteurs).
- Notices d'autorité :   - VIAF
  - ISNI
  - BnF (données)
  - IdRef
  - LCCN
  - GND
  - Japon
  - CiNii
  - Pays-Bas
  - Pologne
  - Israël
  - NUKAT
  - Suède
  - Australie
  - Norvège
  - Tchéquie
  - WorldCat